# Ô tô hybrid
Xe hybrid, thường được gọi là xe lai hay xe lai điện, là loại xe sử dụng hai nguồn động lực: Động cơ đốt trong và động cơ điện. Sự hoạt động của xe này là sự kết hợp hoạt động giữa động cơ đốt trong và động cơ điện sao cho tối ưu. Một bộ điều khiển sẽ quyết định khi nào động cơ đốt trong hoạt động, khi nào động cơ điện hoạt động và khi nào cả hai cùng hoạt động.
Ví dụ một lợi ích rõ ràng của xe lai ở điều kiện đường sá Việt Nam là: khi gặp đèn đỏ, hay khi kẹt xe, trên xe lai, không có động cơ nào hoạt động do đó không mất mát công suất vô ích.
Thật bất ngờ rằng, khái niệm xe lai điện rất cũ như xe hơi. Mục đích cơ bản của xe lai là mặc dù nó không tiết kiệm được nhiều nhiên liệu nhưng chủ yếu để hỗ trợ sự hoạt động của động cơ đốt trong ở mức hiệu quả hơn. Thật ra, trong thời gian gần đây kỹ thuật động cơ đốt trong phát triển ít hơn kỹ thuật động cơ điện.

## Lịch sử
Những chiếc xe lai đầu tiên được triển lãm ở Paris Salon năm 1899. Nó được chế tạo bởi Pieper, Liège của Bỉ và công ty truyền tải điện Vendovelli và Priestly của Pháp. Xe Pieper là một kiểu xe lai song song với một động cơ xăng nhỏ làm mát bằng gió được hỗ trợ thêm một động cơ điện và các ắc quy chì. Ắc quy sẽ được nạp khi xe đang chạy đều trên đường cao tốc hoặc khi xe hoạt động tại chỗ. Khi công suất dẫn động yêu cầu cao hơn công suất định mức của động cơ, motor điện sẽ cung cấp thêm công suất cho động cơ. Nó là một trong hai chiếc xe hybrid đầu tiên và là chiếc xe lai song song đầu tiên và không nghi ngờ rằng nó cũng là chiếc xe khởi động cơ điện đầu tiên.
Một chiếc hybrid khác được giới thiệu tại Paris Salon, 1899 là chiếc xe lai kiểu nối tiếp đầu tiên và nó thừa kế từ xe điện thương mại của công ty Vendovelli và Priestly Pháp. Chiếc xe điện này có 3 bánh với 2 bánh sau được dẫn động bởi hai motor độc lập. Thêm vào đó là một động cơ xăng 3/4 hp và một máy phát 1,1 kW được đặt ở thanh dằng và được kéo bởi xe để làm tăng tầm hoạt động của xe bằng cách nạp lại cho ắc quy. Trong trường thiết kế của người Pháp này, thiết kế lai được dùng để tăng thêm phạm vi hoạt động cho một xe điện và không cung cấp thêm năng lượng cho một động cơ đốt trong yếu.
Một người Pháp tên là Camille Jenatzy đã giới thiệu một chiếc xe lai song song tại Paris Slon vào năm 1903. Chiếc xe này kết hợp một động cơ xăng 6 hp và một động cơ điện 14 hp, nó có thể nạp lại cho ắc quy từ động cơ hoặc có thể hỗ trợ động cơ. Một người Pháp khác tên là H.Krieger chế tạo một chiếc xe lai kiểu nối tiếp thứ hai vào năm 1902. Thiết kế của ông dùng hai motor DC dẫn động hai bánh trước, chúng lấy năng lượng từ 44 ngăn ắc quy chì, chúng được nạp lại bằng một máy phát điện một chiều dẫn động bởi động cơ sử dụng cồn đánh lửa cưỡng bức.
Những xe lai khác, cả hai kiểu song song và nối tiếp đã được chế tạo suốt khoảng thời gian từ 1899 đến 1914. Mặc dù phanh điện đã được sử dụng trong các thiết kế đầu thời gian này nhưng nó không đề cập đến phanh phục hồi năng lượng. Hầu hết, thậm chí tất cả các kiểu xe trên đều sử dụng phanh điện động bằng cách ngắn mạch hoặc lắp đặt điện trở trên phần ứng của motor kéo. Chiếc Lohner-Porsche (1903) là một ví dụ điển hình của phương án này.13 Việc sử dụng phổ biến ly hợp điện từ và khớp điện từ cũng cần nhắc đến.
Những xe lai thế hệ đầu được chế tạo để hỗ trợ thêm cho các động cơ đốt trong yếu ở thời gian này hoặc mở rộng tầm hoạt động của xe điện. Chúng ứng dụng những công nghệ điện cơ bản có sẵn. Mặc dù có nhiều sáng tạo trong các thiết kế, nhưng những chiếc xe lai này không thể cạnh tranh nổi với các động cơ xăng được cải thiện đáng kể sau chiến tranh Thế giới I. Động cơ xăng có sự cải thiện tột bậc về công suất. Các động cơ trở nên nhỏ hơn, hiệu quả hơn và không cần sự hỗ trợ của các motor điện trong thời gian dài. Sự tăng giá do thêm motor điện và sự độc hại từ ắc quy chì là hai yếu tố then chốt làm xe lai biến mất sau Chiến tranh Thế giới I.
Tuy nhiên, vấn đề lớn nhất trong các mẫu thiết kế đầu của xe lai là khó khăn trong việc điều khiển động cơ điện. Điện tử công suất không phát triển cho đến giữa thập niên 60 và các motor thế hệ đầu được điều khiển bằng các công tắc cơ khí cùng các điện trở. Chúng bị giới hạn phạm vi hoạt động và hoạt động không hiệu quả. Nếu giải quyết được khó khăn đó, chúng sẽ tương thích với dải hoạt động của một xe lai.
TS. Victor Wouk được biết đến như là một nhà nghiên cứu trong trào lưu xe lai điện13. Năm 1975, ông cùng với các đồng nghiệp đã xây dựng một phiên bản xe hybird kiểu song song của chiếc Buick Skylark.13 Động cơ được sử dụng là động cơ quay của Mazda kết hợp với hộp số thường. Nó được hỗ trợ bởi động cơ điện DC riêng biệt 15 hp được đặt phía trước hộp số. 8 ắc quy 12 V được sử dụng để dự trữ năng lượng. Tốc độ tối đa xe đạt được là 80 mph (129 km/h), khả năng tăng tốc từ 0 đến 60 mph trong 16s.
Thiết kế xe lai nối tiếp được hồi sinh bởi giáo sư Dr. Ernest H. Wakefield năm 1976, khi đang làm việc cho Linear Alpha Inc. Một động cơ - máy phát AC nhỏ với công suất đầu ra 3 kW được sử dụng để nạp bộ ắc quy. Tuy nhiên những thí nghiệm này nhanh chóng dừng lại bởi vì vấn đề kỹ thuật. Những tiếp cận khác được nghiên cứu trong thập niên 70 và những năm đầu thập niên 80 nhằm mở rộng dải hoạt động của xe lai, dựa trên thiết kế của Venlovelly và Priestly năm 1899. Nhưng những nghiên cứu này không thể tiếp cận thị trường. Các mẫu xe lai khác được chế tạo bởi tập đoàn Electric Auto vào năm 1982 và tập đoàn Briggs & Stratton 1980, cả hai đều theo kiểu bố trí song song.
Mặc dù trải qua hai cuộc khủng hoảng dầu mỏ năm 1973 và 1977, và mặc dù vấn đề môi trường ngày càng được quan tâm, nhưng chẳng có chiếc xe lai nào xuất hiện trên thị trường. Các nhà nghiên cứu bị thu hút bởi xe điện, vì vậy đã có nhiều mẫu xe điện được chế tạo trong thập nên 80. Xe lai thiếu sự hấp dẫn trong thời kỳ này có thể là do thiếu sự phát triển của điện tử công suất ứng dụng, động cơ điện hiện đại, và công nghệ ắc quy. Thập niên 80 là thời điểm đánh dấu sự cải tiến kích thước động cơ đốt trong, sự giới thiệu bộ chuyển đổi xúc tác xử lý khí thải, và công nghệ phun nhiên liệu.
Khái niệm xe lai điện thật sự trở nên hấp dẫn vào thập niên 90 khi một điều trở nên chắc chắn rằng xe điện không bao giờ đạt đến mục tiêu tiết kiệm năng lượng. Tập đoàn Ford Motor khởi động chương trình "Thách thức xe lai điện Ford" thu hút những nỗ lực từ các trường đại học nhằm phát triển phiên bản xe lai cho sản xuất ô tô.
Các nhà sản xuất xe hơi trên thế giới đã xây dựng nhiều mẫu động cơ lai đạt đến tính tiết kiệm nhiên liệu thật tuyệt vời so với các phiên bản động cơ đốt trong trước đây. Tại Mỹ, Dodge đã xây dựng mẫu xe Intrepid ESX 1, 2, và 3. ESX1 là xe lai điện bố trí nối tiếp, công suất được cung cấp bởi động cơ diesel tăng áp nhỏ 3 xylanh và bộ nguồn ắc quy, 2 động cơ điện công suất 100 hp được đặt ở hai bánh sau. Chính phủ Mỹ lập ra "Hiệp hội cho một thế hệ xe mới" (Partnership for a New Generation of Vehicles - PNGV) và đặt ra chỉ tiêu đối với dòng xe sedan trung bình phải đạt đến 80 mpg. Ford Prodigy và GM Precept là kết quả của nỗ lực này, cả hai chiếc này đều là xe lai điện bố trí song song, nguồn công suất sử dụng động cơ diesel tăng áp kích thước nhỏ kết hợp với ly hợp khô và hộp số thường. Cả hai đều đạt được yêu cầu chỉ tiêu đề ra nhưng việc sản xuất này không được thực hiện.
Nỗ lực của người châu Âu được thể hiện qua chiếc French Renault Next, là chiếc xe lai điện cỡ nhỏ sử dụng động cơ đốt cháy cưỡng bức 750 cc và 2 motor điện. Nó có thể đạt tốc độ tối đa là 29.4 km/l (70 mpg) và đặc tính tăng tốc tương đương với kiểu xe truyền thống. Volkswagen cũng cho ra mẫu Chico, về cơ bản nó là một chiếc xe điện, với bộ ắc qui nickel–metal hydride và một động cơ kích từ ba pha. Một động cơ xăng nhỏ hai xy lanh dùng để nạp lại cho ắc quy và cung cấp thêm công suất khi hoạt động tốc độ cao.
Sự nỗ lực đáng kể nhất trong sự phát triển và thương mại hóa xe lai điện được tạo ra bởi các nhà sản xuất người Nhật. Năm 1997 Toyota đã cho ra mắt dòng sedan Prius ở Nhật, Honda cũng cho ra dòng xe Civic và Civic Hybrid. Những chiếc xe trên hiện đang lưu thông trên toàn thế giới. Chúng có thể đạt đến tính năng tiêu thụ nhiên liệu tuyệt hảo. Toyota Prius và các dòng xe Honda có một giá trị lịch sử vì chúng là những chiếc xe lai đầu tiên đi vào thương mại hóa trong kỷ nguyên hiện đại để đáp ứng vấn đề tiêu thụ nhiên liệu trên xe.